# بطاقات الجينات
بطاقات الجينات (بالإنجليزية: GeneCards)‏ هي قاعدة بيانات للجينات البشرية التي توفر المعلومات الجينومية والبروتينية والنسخية والوراثية والوظيفية لجميع الجينات البشرية المعروفة والمتوقعة. يتم تطويرها وصيانتها من قبل مركز كراون جينوم هيومن سنتر في معهد وايزمان للعلوم. تهدف قاعدة البيانات هذه إلى توفير نظرة عامة سريعة على المعلومات الطبية الحيوية المتوفرة حول الجينة التي تم البحث عنها، بما في ذلك الجينات البشرية والبروتينات المشفرة والأمراض ذات الصلة. توفر قاعدة البيانات هذه الوصول إلى موارد الويب المجانية بأكثر من 7000 جينات بشرية معروفة تم دمجها من أكثر من 90 من موردي البيانات، مثل HGNC وانسمبل والمركز الوطني لمعلومات التقانة الحيوية. تستند قائمة الجينات الأساسية على رموز جينية معتمدة تم نشرها من قبل HGNC. 78 يتم جمع المعلومات بعناية واختيار من قواعد البيانات هذه من قبل محرك قوي وسهل الاستخدام. إذا لم يظهر البحث أية نتائج، فستقدم قاعدة البيانات هذه العديد من الاقتراحات لمساعدة المستخدمين على إنجاز بحثهم استنادًا إلى نوع الاستعلام، ونقوم بتقديم روابط مباشرة إلى محركات بحث قواعد البيانات الأخرى. وبمرور الوقت، طورت قاعدة البيانات هذهمجموعة من الأدوات (GeneDecks، GeneLoc، GeneALaCart) التي تتمتع بقدرات أكثر تخصصًا. منذ عام 1998، استخدمت قاعدة البيانات هذه على نطاق واسع من قبل المعلوماتية الحيوية والجينوميات والمجتمعات الطبية لأكثر من 15 عامًا.